# Giant Stairway
Le Giant Stairway est un escalier australien situé à proximité immédiate de Katoomba, en Nouvelle-Galles du Sud. Doté de 998 marches, il est emprunté par les randonneurs entre les Trois sœurs et la vallée que ces formations rocheuses surplombent, dans les Montagnes Bleues.